# Tom Rob Smith
Tom Rob Smith (n. Londres, 19 de febrero de 1979) es un novelista, guionista y productor inglés.

## Biografía
Hijo de madre sueca Barbro y padre inglés Ron, ambos comerciantes de antigüedades, Smith nació y se crio en Norbury, área al sudoeste de Londres. Asistió a la escuela en Dulwich College entre 1987 y 1997. Después de su graduación en Saint John's College (Cambridge), en 2001, recibió la Beca Harper Wood de Poesía y Literatura Inglesas y continuó sus estudios de escritura creativa durante un año en un taller de escritura de la Universidad de Pavía, Italia. Anteriormente era pareja de Ben Stephenson, controlador de obras dramáticas en la BBC.
Después de completar sus estudios, Smith trabajó como escritor y editor de guiones, incluido un período en la BBC. Entre sus proyectos se encontraba la primera telenovela de Camboya, ambientada en Nom Pen.
Su primera novela, policíaca histórica, Child 44 (El niño 44), publicada a principios de 2008, está inspirada en el caso real de Andréi Chikatilo, que cometió una serie de asesinatos de niños entre 1978 y 1990 en la zona de Rostov del Don en la Rusia soviética. La novela, ambientada en la época estalinista de la década de 1950 en la URSS, se convierte en un thriller sobre un asesino en serie de niños que intenta capturar Leo Demidov, un oficial de la policía estatal y exagente del MGB encargado del contraespionaje. Smith fue galardonado ese mismo año con el Ian Fleming Steel Dagger al mejor thriller del año por la Crime Writers' Association, nominado en la larga lista del premio Man Booker de 2008 y para el premio Costa First Novel Award de 2008 (antes Whitbread). En julio de 2009, ganó el premio Waverton Good Read por sus primeras novelas y el premio Galaxy Book como Mejor Revelación por su Child 44. Se ha traducido a 36 idiomas y en enero de 2011, Richard Madeley y Judy Finnegan lo incluyeron en su club de lectura "100 libros de la década". En 2007, Ridley Scott adquirió los derechos para hacer lo que sería la película Child 44, estrenada en España como El niño 44.
Fox 2000 compró el proyecto y en 2009 se anunció la película basada en la novela, con Ridley Scott originalmente como director y productor. La película filmada finalmente en 2015 fue producida por Scott y su colaborador en la producción Michael Costigan, a través de Scott Free Productions, y dirigida por Daniel Espinosa. El niño 44 está protagonizada por Gary Oldman, Tom Hardy, Noomi Rapace, Charles Dance y Joel Kinnaman.
La secuela de Child 44, The Secret Speech (El discurso secreto en España), fue publicada en abril de 2009, y la última novela de la trilogía de Leo Demidov, Agent 6, se publicó en julio de 2011. El cuarto libro de Smith, una novela independiente titulada The Farm (traducida y editada en España como La granja), fue publicada en febrero de 2014.
Smith también escribió una serie de televisión dramática, London Spy, que se transmitió por primera vez en BBC Two en noviembre de 2015.
Smith fue seleccionado como productor ejecutivo y guionista para la temporada 2 de American Crime Story, una serie de TV de antología de crímenes reales para el canal FX. Con el título de American Crime Story: El asesinato de Gianni Versace se explora el asesinato del diseñador Gianni Versace por el asesino en serie Andrew Cunanan.